# Устинов Володимир Іванович
Володимир Іванович Устинов (2 (15 червня) 1907 року, місто Москва — 8 жовтня 1971 року, Москва) — радянський державний і партійний діяч, 1-й секретар Московського міськкому КПРС, дипломат, генерал-майор. Депутат Верховної Ради РРФСР 3-го скликання. Депутат та член Президії Верховної Ради СРСР 5-го скликання.

## Біографія
Народився в родині візника. У 1917 році закінчив три класи міської школи у Москві.
У липні 1919 — серпні 1920 року — учень продавця споживчої кооперації в селі Козловка Воронезької губернії. У вересні 1920 — серпні 1921 року — пастух на хуторі старовірів в селі Огарьовка Симбірської губернії. У серпні 1921 — лютому 1923 року — безробітний на біржі праці у Москві. У 1923 році закінчив один рік загальноосвітньої школи у Москві.
У лютому 1923 — квітні 1924 року — панчішник кустарної панчішної майстерні Єпіфанова у Москві. У квітні 1924 — жовтні 1925 року — безробітний на біржі праці у Москві. У жовтні 1925 — вересні 1929 року — маляр, револьверник Московського радіоапаратурного заводу «Радіо». 
Член ВКП(б) з лютого 1928 року.
У вересні 1929 — листопаді 1931 року — в Червоній армії: червоноармієць, командир відділення, відповідальний секретар ВЛКСМ 6-го радіобатальйону в місті Києві.
У листопаді 1931 — травні 1936 року — установник, токар, інструктор, секретар комітету ВЛКСМ Московського заводу автотранспортного електрообладнання; майстер електозаводу імені Куйбишева у Москві.
У вересні 1936 — грудні 1940 року — студент Всесоюзної промислової академії машинобудування імені Сталіна у Москві.
У січні 1941 — квітні 1945 року — помічник головного інженера, технічний керівник, заступник начальника цеху, заступник директора, начальник виробництва Московського заводу автотранспортного електрообладнання № 1.
У квітні 1945 — серпні 1946 року — секретар комітету ВКП(б) Московського заводу автотранспортного електрообладнання № 1.
У серпні — листопаді 1946 року — 3-й секретар Сталінського районного комітету ВКП(б) міста Москви. У листопаді 1946 — серпні 1949 року — 2-й секретар Сталінського районного комітету ВКП(б) міста Москви.
У серпні 1949 — березні 1950 року — заступник завідувача відділу партійних, профспілкових і комсомольських органів Московського міського комітету ВКП(б).
У березні — грудні 1950 року — 1-й секретар Краснопресненського районного комітету ВКП(б) міста Москви.
У грудні 1950 — серпні 1953 року — 1-й секретар Пролетарського районного комітету ВКП(б) міста Москви.
30 липня 1953 — 17 березня 1954 року — начальник 9-го управління Міністерства внутрішніх справ (МВС) СРСР. 17 березня 1954 — 25 грудня 1957 року — начальник 9-го управління Комітету державної безпеки (КДБ) при РМ СРСР.
З 26 грудня 1957 по 6 липня 1960 року — 1-й секретар Московського міського комітету КПРС.
З 6 липня 1960 по 12 січня 1963 року — надзвичайний і повноважний посол СРСР в Угорській Народній Республіці.
З січня по квітень 1963 року — у апараті Міністерстві закордонних справ СРСР.
З квітня 1963 по 8 жовтня 1971 року — завідувач відділу секретаріату Ради економічної взаємодопомоги.
Похований на Новодівочому цвинтарі в Москві.

## Звання
- полковник державної безпеки (2.10.1953)
- генерал-майор (31.05.1954)

## Дипломатичний ранг
- Надзвичайний і повноважний посол (1960)

## Нагороди
- два ордени Трудового Червоного Прапора (1.11.1944, 12.06.1957)
- два ордени Червоної Зірки (28.10.1944, 13.06.1957)
- чотири медалі